# Внешне не связанные уравнения
Вне́шне несвя́занные уравне́ния (англ. Seemingly Unrelated Regressions (SUR)) — система эконометрических уравнений, каждое из которых является самостоятельным уравнением со своей зависимой и объясняющими экзогенными переменными. Модель предложена Зельнером в 1968 году. Важной особенностью данных уравнений является то, что несмотря на кажущуюся несвязанность уравнений их случайные ошибки предполагаются коррелированными между собой.

## Математическая модель
Пусть имеется m эконометрических линейных уравнений, каждое из которых в матричной форме можно записать следующим образом:
{\displaystyle y_{i}=X_{i}b_{i}+\varepsilon _{i}~,~i=1,\ldots ,m}
Предполагается, что случайная ошибка каждого уравнения удовлетворяет классическим предположениям об отсутствии гетероскедастичности и автокорреляции, то есть ковариационная матрица вектора случайных ошибок каждого уравнения имеет вид: {\displaystyle V(\varepsilon _{i})=\sigma _{i}^{2}I_{n}}. Тем не менее, может иметь место корреляция случайных ошибок между уравнениями (в одном и том же наблюдении). Кроме того, дисперсии случайных ошибок в разных уравнениях, вообще говоря, не одинаковы. Обозначим ковариации между случайными ошибками в разных уравнениях {\displaystyle \sigma _{ij}}. Тогда для каждого наблюдения вектор случайных ошибок уравнений имеет ковариационную матрицу {\displaystyle \Sigma =[\sigma _{ij}]}.
Введём обозначения
{\displaystyle y={\begin{pmatrix}y_{1}\\y_{2}\\\vdots \\y_{m}\end{pmatrix}}~,} {\displaystyle X={\begin{pmatrix}X_{1}&0&\ldots &0\\0&X_{2}&\ldots &0\\\vdots &\vdots &\ddots &\vdots \\0&0&\ldots &X_{m}\end{pmatrix}}~,} {\displaystyle b={\begin{pmatrix}b_{1}\\b_{2}\\\vdots \\b_{m}\end{pmatrix}}~,} {\displaystyle \varepsilon ={\begin{pmatrix}\varepsilon _{1}\\\varepsilon _{2}\\\vdots \\\varepsilon _{m}\end{pmatrix}}}
Тогда можно модель представить в следующем виде, аналогичном обычной линейной регрессии:
{\displaystyle y=Xb+\varepsilon }
Ковариационная матрица вектора случайных ошибок такой модели будет иметь блочный вид, каждый из блоков которой равен {\displaystyle \sigma _{ij}I_{n}}. Это упрощённо можно записать через матрицу {\displaystyle \Sigma } с помощью произведения Кронекера:
{\displaystyle V(\varepsilon )=\Sigma \otimes I_{n}}

## Методы оценки
Поскольку каждое уравнение по предположению удовлетворяет классическим предположениям, то можно применить обычный метод наименьших квадратов для оценки их параметров. Однако, такой подход не учитывает дополнительную информацию о корреляциях между уравнениями. Более эффективные оценки можно получить, если использовать обобщённый метод наименьших квадратов:
{\displaystyle {\hat {b}}_{SUR}=\left(X^{T}V^{-1}X\right)^{-1}X^{T}V^{-1}y~,~V^{-1}=\Sigma ^{-1}\otimes I_{n}}
Однако, проблема применения обобщённого МНК, как известно, заключается в неизвестности ковариационной матрицы ошибок, в данном случае матрицы {\displaystyle \Sigma }. Поэтому используется следующая двухшаговая процедура доступного обобщённого МНК (FGLS). На первом шаге применяется обычный МНК и находятся остатки уравнений. На основании этих остатков оценивается матрица {\displaystyle \Sigma } : {\displaystyle {\hat {\sigma }}_{ij}=e_{i}^{T}e_{j}/n} и далее применяется обобщённый МНК. Теоретически процедуру можно продолжить итеративно используя вновь полученные остатки для повторной оценки ковариационной матрицы и применения обобщённого МНК.
Полученные таким образом оценки являются состоятельными и асимптотически нормальными. Очевидно, если матрица {\displaystyle \Sigma } диагональна, то есть когда случайные ошибки разных уравнений не коррелируют между собой, то такие оценки совпадут с оценками обычного МНК. То же самое имеет место, когда все уравнения содержат один и тот же набор переменных, то есть {\displaystyle X_{1}=X_{2}=...=X_{m}}.
Кроме указанных основных подходов возможно также применение метода максимального правдоподобия при предположении о нормальности распределения случайных ошибок.